# Filip Maciejuk
Filip Maciejuk (né le 8 septembre 1999 à Puławy) est un coureur cycliste polonais.

## Biographie
En juillet 2021, Filip Maciejuk s'impose sur le contre-la-montre inaugural de l'Étoile d'or, manche de la Coupe des Nations espoirs.
Pour avoir été à l'origine d'une chute massive lors du Tour des Flandres 2023, Maciejuk est suspendu 30 jours par l'Union cycliste internationale. La sanction débute le 25 juillet.

## Palmarès sur route

### Par année
- 2016
  -  Champion de Pologne du contre-la-montre juniors
  - Coupe du Président de la Ville de Grudziądz :
    - Classement général
    - 2e étape
- 2017
  -  Champion de Pologne du contre-la-montre juniors
  - Coupe du Président de la Ville de Grudziądz :
    - Classement général
    - 2e étape

  - 2e (contre-la-montre) et 4e étapes de Pologne-Ukraine
  -  Médaillé de bronze du championnat du monde du contre-la-montre juniors
  - 7e du championnat d'Europe du contre-la-montre juniors
- 2018
  - Classement général de la Carpathian Couriers Race
  - 3e étape du Szlakiem Walk Majora Hubala (contre-la-montre)
  - 2e du Szlakiem Walk Majora Hubala
  - 2e du championnat de Pologne du contre-la-montre en duo
  - 7e du championnat d'Europe du contre-la-montre espoirs
- 2019
  - 2e du championnat de Pologne du contre-la-montre espoirs
- 2021
  -  Champion de Pologne du contre-la-montre espoirs
  - Étoile d'or : 
    - Classement général
    - 1re étape (contre-la-montre)

  - Carpathian Couriers Race : 
    - Classement général
    - 2e étape

  - 2e du championnat de Pologne du contre-la-montre
- 2024
  -  Champion de Pologne du contre-la-montre
- 2025
  -  Champion de Pologne du contre-la-montre

### Classements mondiaux
| Année                                 | 2018 | 2019  | 2020  | 2021 | 2022  | 2023  | 2024 |
| ------------------------------------- | ---- | ----- | ----- | ---- | ----- | ----- | ---- |
| Classement mondial                    | 485e | 1828e | 1806e | 377e | 1254e | 1173e | 784e |
| UCI Europe Tour                       | 277e | 1203e | 1334e | 311e | 874e  | 808e  | 575e |
|                                       |      |       |       |      |       |       |      |
| Légende : nc = non classéSource : UCI |      |       |       |      |       |       |      |

## Palmarès sur piste

### Championnats nationaux
- 2018
  -  Champion de Pologne d'omnium
  - 3e du championnat de Pologne de poursuite